# Ylodes schmidi
Ylodes schmidi är en nattsländeart som beskrevs av Monte Gregg Manuel och Nimmo 1984. Ylodes schmidi ingår i släktet Ylodes och familjen långhornssländor. Inga underarter finns listade i Catalogue of Life.